# 新山下
新山下（しんやました）は、神奈川県横浜市中区の町名。現行行政地名は新山下一丁目から新山下三丁目、住居表示が実施されている。

## 地理・街づくり
中区東部の山下埠頭と本牧埠頭に囲まれた港湾地区に位置し、北が新山下一丁目となっている。町の中央を新山下運河が流れ、運河の内陸側を山下本牧磯子線、海側を首都高速が通る。また、新山下三丁目には横浜市立みなと赤十字病院が所在する。山下本牧磯子線より内陸側は住宅や商店、海側は主として倉庫や港湾地区として使われてきたが、近年ではイエローハットや島忠ホームズ、ヤマダデンキなどの量販店が進出している。さらに内陸側の「MEGAドン・キホーテ山下公園店」（かつてのバンドホテルの跡地）は隣接する旧国家公務員宿舎の跡地と合わせて再開発され、2018年11月に「港山下nanairo」として開業した。「MEGAドン・キホーテ港山下総本店」（売り場面積を約3倍に拡大）のほか、飲食店などが入居している。
山下埠頭も含めた再開発計画（「山下埠頭#再開発構想」も参照）が現在進行しているが、その中でも新山下地区は山手の丘に近いウォーターフロントとして調和のとれた街づくりが進められている。

### 面積
面積は以下の通りである。
| 丁目         | 面積 (km²) |
| ------------ | ---------- |
| 新山下一丁目 | 0.151      |
| 新山下二丁目 | 0.120      |
| 新山下三丁目 | 0.430      |
| 計           | 0.701      |

## 歴史

### 沿革
- 1923年（大正12年）2月1日 - 山下町地先の埋立地に新山下町が新設された[11]。
- 1927年（昭和2年）10月1日 - 区制施行により中区誕生。横浜市中区新山下町となる[12]。
- 1935年（昭和10年）4月5日 - 一部埋め立てにより編入[13]。
- 1936年（昭和11年）11月1日 - 山手町の一部から編入[14]。
- 1939年（昭和14年）8月3日 - ヨットハーバー拡張工事の起工式が行われる。1940年東京オリンピック開催に備えたもので、300隻のヨットを収容する規模となる予定であった[15]。
- 1956年（昭和31年）10月30日 - 一部埋め立てにより編入[16]。
- 1970年（昭和45年）4月1日 - 新山下町・山手町・小港町の各一部から新山下一〜三丁目を新設、住居表示を実施した。なお、新山下町は廃止となる[17][18]。

### 町名の変遷
| 実施後       | 実施年月日               | 実施前（各町名ともその一部）       |
| ------------ | ------------------------ | ---------------------------------- |
| 新山下一丁目 | 1970年（昭和45年）4月1日 | 新山下町、山手町（各一部）         |
| 新山下二丁目 | 1970年（昭和45年）4月1日 | 新山下町、山手町（各一部）         |
| 新山下三丁目 | 1970年（昭和45年）4月1日 | 新山下町、山手町、小港町（各一部） |

## 世帯数と人口
2025年（令和7年）6月30日現在（横浜市発表）の世帯数と人口は以下の通りである。
| 丁目         | 世帯数    | 人口    |
| ------------ | --------- | ------- |
| 新山下一丁目 | 1,079世帯 | 2,041人 |
| 新山下二丁目 | 634世帯   | 1,206人 |
| 新山下三丁目 | 1,184世帯 | 2,319人 |
| 計           | 2,897世帯 | 5,546人 |

### 人口の変遷
国勢調査による人口の推移。
| 年                 | 人口  |
| ------------------ | ----- |
| 1995年（平成7年）  | 3,702 |
| 2000年（平成12年） | 3,568 |
| 2005年（平成17年） | 5,155 |
| 2010年（平成22年） | 5,474 |
| 2015年（平成27年） | 5,558 |
| 2020年（令和2年）  | 5,598 |

### 世帯数の変遷
国勢調査による世帯数の推移。
| 年                 | 世帯数 |
| ------------------ | ------ |
| 1995年（平成7年）  | 1,568  |
| 2000年（平成12年） | 1,606  |
| 2005年（平成17年） | 2,371  |
| 2010年（平成22年） | 2,452  |
| 2015年（平成27年） | 2,488  |
| 2020年（令和2年）  | 2,557  |

## 学区
市立小・中学校に通う場合、学区は以下の通りとなる（2024年11月時点）。
| 丁目         | 番地 | 小学校             | 中学校           |
| ------------ | ---- | ------------------ | ---------------- |
| 新山下一丁目 | 全域 | 横浜市立北方小学校 | 横浜市立港中学校 |
| 新山下二丁目 | 全域 | 横浜市立北方小学校 | 横浜市立港中学校 |
| 新山下三丁目 | 全域 | 横浜市立北方小学校 | 横浜市立港中学校 |

## 事業所
2021年現在の経済センサス調査による事業所数と従業員数は以下の通りである。
| 丁目         | 事業所数  | 従業員数 |
| ------------ | --------- | -------- |
| 新山下一丁目 | 71事業所  | 891人    |
| 新山下二丁目 | 54事業所  | 1,630人  |
| 新山下三丁目 | 133事業所 | 3,496人  |
| 計           | 258事業所 | 6,017人  |

### 事業者数の変遷
経済センサスによる事業所数の推移。
| 年                 | 事業者数 |
| ------------------ | -------- |
| 2016年（平成28年） | 245      |
| 2021年（令和3年）  | 258      |

### 従業員数の変遷
経済センサスによる従業員数の推移。
| 年                 | 従業員数 |
| ------------------ | -------- |
| 2016年（平成28年） | 5,000    |
| 2021年（令和3年）  | 6,017    |

## その他
かつて横浜ジョイポリスがあった（1994〜2001年）。
また、マイケル・ジャクソンがプロデュースする子供向けのテーマパーク「ワンダーワールド」（仮称）が新山下に計画されたこともあった。

### 日本郵便
- 郵便番号：231-0801[3]（集配局：横浜港郵便局[29]）

### 警察
町内の警察の管轄区域は以下の通りである。
| 丁目         | 番・番地等 | 警察署       | 交番・駐在所 |
| ------------ | ---------- | ------------ | ------------ |
| 新山下一丁目 | 全域       | 加賀町警察署 | 元町交番     |
| 新山下二丁目 | 全域       | 加賀町警察署 | 元町交番     |
| 新山下三丁目 | 全域       | 加賀町警察署 | 元町交番     |

## 参考資料
- 『県別マップル 神奈川県広域・詳細道路地図』2006年4刷 昭文社 ISBN 9784398626998